# Jan Wołk Łaniewski
Jan Wołk Łaniewski herbu Korczak (zm. po 19 października 1733 roku) – stolnik nowogródzki w 1720 roku, horodniczy nowogródzki w 1716 roku, łowczy nowogródzki w 1709 roku, podczaszy trocki w latach 1702-1709.
Poseł na sejm 1703 roku z powiatu nowogródzkiego. 